# Медаль африканской кампании
Медаль африканской кампании (итал. Medaglia commemorativa delle campagne d'Africa) — итальянская награда, учреждённая указом короля Умберто I № 463 от 3 ноября 1894 года для награждения принявших участие в различных военных кампаниях, проводившихся Италией во время первых попыток колониальной экспансии в Африке между 1887 и 1896 годами, приведших к созданию колоний на северо-востоке континента. Сын Умберто I, Виктор Эммануил III, продолжил вручение медали, в основном за участие в завоевании Эфиопии.

## История
Закон 1894 года был изменён королевскими указом № 562 от 1906 года, а затем и № 2067 от 1923 года, в связи с оккупацией Сомали и Эритреи, и переброской военнослужащих оттуда в Ливию.
Королевским указом от 1923 года награда была переименована в памятную медаль «За заслуги в военных кампаниях в итальянских колониях в Восточной Африки и смежных зонах влияния».
Королевским указом № 1898 от 1927 право на награждение было предоставлено также принявшим участие в оккупации новых территорий долины Джубы и султанатов севера Сомали, даже если служащий прибывал в Африке менее двух лет. Кроме того, награждение медалью, ранее ограниченное армией и армейским персоналом, стало также распространяться и на личный состав королевских ВВС.
Указом № 2463 от 1937 года данная награда заменялась памятной медалью «За военные действия в Восточной Африке», но не изымалась у тех, кто уже был ею награждён.

## Критерии награждения
Право на награждение медали распространялось на военной и гражданской персонал армии, флота и представители постоянного гражданского населения колоний, находящееся на государственной службе.
```
Награждённый должен был соответствовать одному из следующих критериев
[
3
]
:
```

- a) получить упоминание за участие в одной или нескольких африканских кампаниях или прослужившить в итальянской зоне влияния в Африке непрерывно в течение года (увеличено до двух лет в 1906 году[2]);
- b) занимать следующие должности:
  - «губернатор[итал.]»;
  - «второй губернатор» (с 1906 года «заместитель губернатора»[2], а с 1923 года «генеральный секретарь»[3]);
  - «главнокомандующий войсками» (с 1923 года «командующий войсками»[3]);
  - «командующий ВМФ» (с 1923 года «старший командующий ВМФ»[3]);
- c) принять участие в экспедиции 1887 года (в 1906 году официально признанная дата начала экспедиции было сдвинута на январь 1885 года[2]);
- d) принять участие в кампаниях[2]:
  - 1887—88 годов (Эритрейская война);
  - 1895—96 годов (Первая итало-эфиопская война)[6];
  - 1897 года против дервишей (Восстание махдистов);
- e) принимавшие участие в экспедициях по оккупации:
  - Кэрэна, июнь 1889;
  - Асмэра, август 1889;
  - Адуа, январь 1890;
- f) отличившихся в одном из следующих военных кампаний:
  - в Эритрее:
    - Саати, 25 января 1887;
    - Догали[итал.], 26 января 1887;
    - Сэгэнэйти[итал.], 5 августа 1888;
    - Агордат — I, 27 июня 1890;
    - Халат, 22 февраля 1891;
    - Серобейти, 16 июня 1892;
    - Агордат — II[итал.], 21 декабря 1893;
    - Кассала[итал.], 17 июля 1894;
    - Халаи, 19 декабря 1894[7];
    - Коатит, 13 и 14 января 1895[7];

  - в Сомали:
    - Лафоле, 25 ноября 1896;
    - Гелиб, 26—27 августа 1905;
    - Данане, 9 и 10 февраля 1907;
    - Багаллея, 15 декабря 1907;
    - Донгаб, 2 марта 1908;
    - Мелле, 11 и 12 июля 1908;
    - Араре, 24 сентября 1908;
    - Буллало, 23 сентября 1908;
    - Булобурти, 27 марта 1916.

За участие в оккупации севера Сомали, проходившей в период с 23 сентября 1925 года по 27 февраля 1927 года, вне независимости длительности службы, к ленте выдавалась планка «Somalia Settentrionale 1925-27».
Солдаты Королевского корпуса колониальных войск Эритреи и Сомали, члены наёмных банд и других нерегулярных формирований из числа местного населения имели право на получение награды только в том случае, если было задокументировано их соответствие пунктам d) и f).
Право на медаль также имели солдаты, чиновники центрального и колониального правительств и итальянские граждане, отправленные в качестве резидентов на территорию итальянской зоны влияния в Африке и проводившие исследования, разведку, или прочие мероприятия, соответствующие итальянским интересам в регионе, даже если они находились на его территории менее двух лет. В 1923 году указание: «на территории, находящейся в зоне итальянского влияния в Африке» было заменено на: «на территории итальянских колоний Восточной Африки или на других территориях, указанных в пункте а)».
На медаль распространялись положения статьи 22 королевского указа от 28 сентября 1855 года «о реорганизации савойских военных орденов», касающихся случаев, когда право на ношение награды может быть отозвано или приостановлено.

## Описание награды
Медаль представляет собой бронзовый диск диаметром 32 миллиметра. На аверсе изображён обращённый вправо профиль короля Умберто I, в короне и с королевскими регалиями Италии, но без какой-либо легенды вокруг него, это изображение оставалось неизменным даже во время правления Виктора Эммануила III. На реверсе легенда «Campagne d'Africa», окружённая лавровым венком.
Медаль носилась на левой стороне груди, подвешивалась на тёмно-красную шёлковую ленту с синим краем шириной 33 миллиметра.
Изначальное положение, не позволявшее носить ленту без медали, было изменено королевским указом № 562 от 1906 года, установившим, что на малом и рядовом мундирах следует носить только ленту, как то предписывает королевский указ № 470 от 1906 года.
Принимавшие участие в одной или нескольких экспедициях или кампаниях и упомянутые в пунктах d), e) и f), имели право носить на ленте максимальное количество серебряных планок с выгравированными на них названием кампании или экспедиции, в которых они участвовали.